# Генри (округ, Джорджия)
Ге́нри (англ. Henry County) — округ штата Джорджия, США. Население округа на 2000 год составляло 119 341 человек. Административный центр округа — город Мак-Доно.

## История
Округ Генри основан в 1821 году.

## География
Округ занимает площадь 836.6 км2.

## Демография
Согласно Бюро переписи населения США, в округе Генри в 2000 году проживало 119341 человек. Плотность населения составляла 142.7 человек на квадратный километр.